# Dichelacera marginata
Dichelacera marginata är en tvåvingeart som beskrevs av Macquart 1847. Dichelacera marginata ingår i släktet Dichelacera och familjen bromsar. Inga underarter finns listade i Catalogue of Life.